# Абдул Азиз, Чайрил Анвар
Чайрил Анвар Абдул Азиз (англ. Chairil Anwar Abdul Aziz, род. 7 апреля 1972) — малайзийский хоккеист (хоккей на траве), полевой игрок. Участник летних Олимпийских игр 1996 и 2000 годов, бронзовый призёр летних Азиатских игр 2002 года.

## Биография
Чайрил Анвар Абдул Азиз родился 7 апреля 1972 года.
В 1996 году вошёл в состав сборной Малайзии по хоккею на траве на летних Олимпийских играх в Атланте, занявшей 11-е место. Играл в поле, провёл 7 матчей, забил 1 мяч в ворота сборной Великобритании.
В 1998 году завоевал серебряную медаль хоккейного турнира Игр Содружества в Куала-Лумпуре.
В 2000 году вошёл в состав сборной Малайзии по хоккею на траве на летних Олимпийских играх в Сиднее, занявшей 11-е место. Играл в поле, провёл 7 матчей, забил 1 мяч в ворота сборной Канады.
В 2002 году завоевал бронзовую медаль хоккейного турнира летних Азиатских игр в Пусане.